# 스몰퍼
스몰퍼(1997년 11월 13일 ~ )는 대한민국의 래퍼다. 2020년 디지털 싱글 앨범 [Bless]로 정식 데뷔했다.

## 방송
- 쇼미더머니 11 (2022) - Top108

## 음반
- Made in Heaven (2019)
- BLESS (2020)
- bastards (2021)
- ㅋㅋ (2021)
- BLACK 9LOCK (2022)
- 불러 (2022)